# Distretto di Izumi
Il distretto di Izumi (出水郡, Izumi-gun?) è uno dei distretti della prefettura di Kagoshima, in Giappone.
Attualmente fa parte del distretto solo il comune di Nagashima.
| Controllo di autorità | VIAF (EN) 252685225 · NDL (EN, JA) 00636817 |